# Somalisk guldvingefink
Somalisk guldvingefink (Rhynchostruthus louisae) är en fågel i familjen finkar inom ordningen tättingar.

## Utbredning
Fågeln förekommer i bergstrakter i norra Somalia nära etiopiska gränsen. Den behandlas som monotypisk, det vill säga att den inte delas in i några underarter.

## Status
Somalisk guldvingefink har ett litet bestånd som uppskattas till endast mellan 2 500 och 10 000 vuxna individer. Den tros också minska till följd av degradering av dess levnadsmiljö och torka. IUCN kategoriserar arten som nära hotad.

## Namn
Fågelns vetenskapliga artnamn hedrar Louisa Jane Forbes Lort-Phillips Gunnis (född Gunnis, död 1946), gift med storviltsjägare Ethelbert Lort Phillips som beskrev arten 1897.